# Santuario di San Francesco da Paola (Milazzo)
La chiesa di San Francesco di Paola o santuario di San Francesco di Paola con l'annesso convento dell'Ordine dei Minimi sono ubicati sul colle San Biagio, l'insieme dei manufatti costituisce uno dei più scenografici complessi monumentali della città di Milazzo. Appartenente all'arcidiocesi di Messina-Lipari-Santa Lucia del Mela, vicariato di Milazzo sotto il patrocinio di San Francesco di Paola, arcipretura di Milazzo.

## Storia

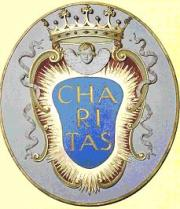
Lo stemma dell'ordine dei Minimi.

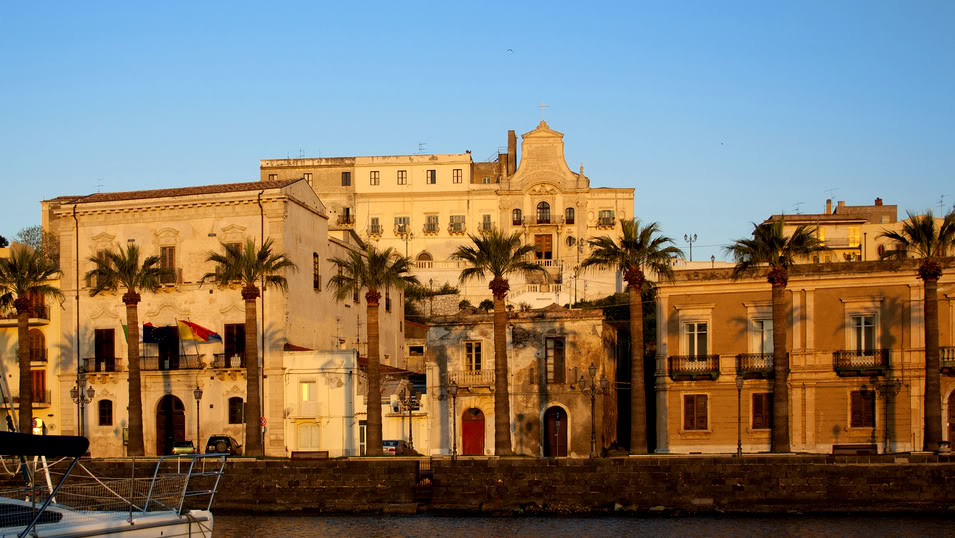
Veduta generale.

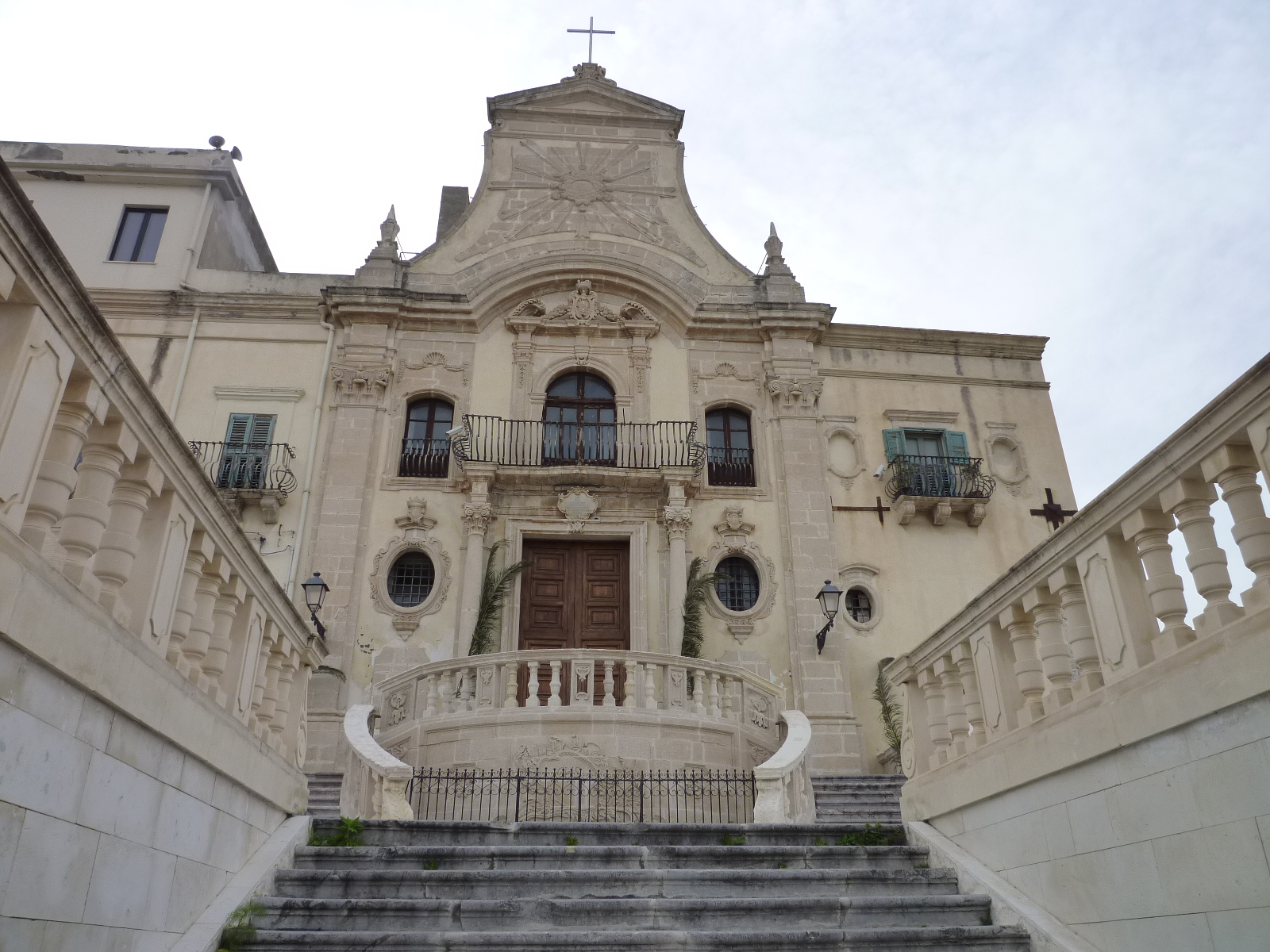
Prospetto dalla scalinata monumentale.

### Epoca aragonese
L'attuale santuario di San Francesco di Paola, unico in Sicilia (tutti gli altri luoghi di culto isolani sono chiese dedicate alla sua figura), è edificato personalmente dal Santo taumaturgo di Paola durante il soggiorno milazzese trascorso a cavallo del 1464 e il 1467. 
Il primitivo luogo sacro dedicato al culto di Gesù e Maria, sorto sulle rovine di una chiesetta dedicata a san Biagio dei Ragusei sull'omonimo colle, presentava un diverso orientamento. Accanto alla chiesa seguì la costruzione di un oratorio del costituendo Ordine dei Minimi dedicato a Gesù e Maria. L'impianto di dimensioni più contenute era disposto col medesimo asse con abside e ingresso principale ribaltati rispetto all'attuale sviluppo, pertanto la facciata rivolta a ponente consentiva l'accesso dalla principale direttrice che collegava il quartiere San Papino alla Città Murata. Nel vicino quartiere di San Papino esisteva una porta della cinta muraria denominata Porta di San Papino poi mutata in Porta di San Francesco di Paola. Anche levante fu eretta successivamente una porta denominata Porta Alemanna o Porta di San Gennaro, per l'immediata vicinanza al luogo di culto anch'essa fu nomata dal volgo Porta di San Francesco di Paola.
San Francesco di Paola quindi collabora attivamente e fattivamente alla costruzione del primitivo tempio e annesso monastero entrambi dedicati a Gesù e Maria, solo in seguito alla sua canonizzazione, avvenuta il 1º maggio 1519, tutto il complesso è intitolato alla sua figura.

### Epoca spagnola
Nel 1579 i giurati milazzesi accordavano all'Ordine l'intero terreno del colle di San Biagio per favorire la crescita della comunità.
Lo sviluppo urbanistico, lo slancio artistico post rinascimentale favorito dal fiorire dello stile barocco, dettato dalle ricostruzioni in seguito ai numerosi eventi sismici, impongono riedificazioni e ingrandimenti dei poli monumentali che comportano come per la cattedrale di Santa Maria Assunta della vicina Santa Lucia del Mela o del duomo di Santa Maria Assunta di Castroreale, la rotazione o il ribaltamento dell'asse della navata principale. Nel caso specifico del santuario è attuato proprio il ribaltamento avvenuto all'inizio del XVII secolo verosimilmente durante i lavori di restauro che si collocano a ridosso di due disastrosi terremoti: quello del 25 agosto 1613 conosciuto come "terremoto di Naso" che ha interessato l'intera costa settentrionale messinese e il sisma noto come terremoto della Calabria del 27 marzo 1638. Nel 1620 il convento di Milazzo diviene casa di noviziato della provincia monastica di Messina. Nello stesso anno, è ingrandita la chiesa che subisce il ribaltamento.
Dopo il terremoto del Val di Noto del 1693 i lavori di restauro della chiesa assumono connotazioni e contaminazioni di stile tardo barocco come la gran parte delle costruzioni cittadine, nella fattispecie si diffonde la corrente universalmente nota come barocco siciliano.

### Epoca borbonica

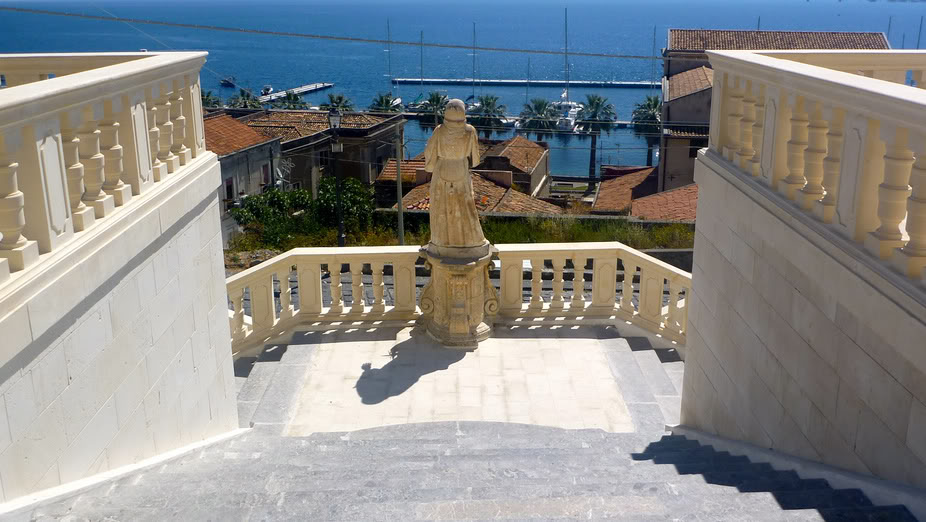
Vista mare dalle scalinate.

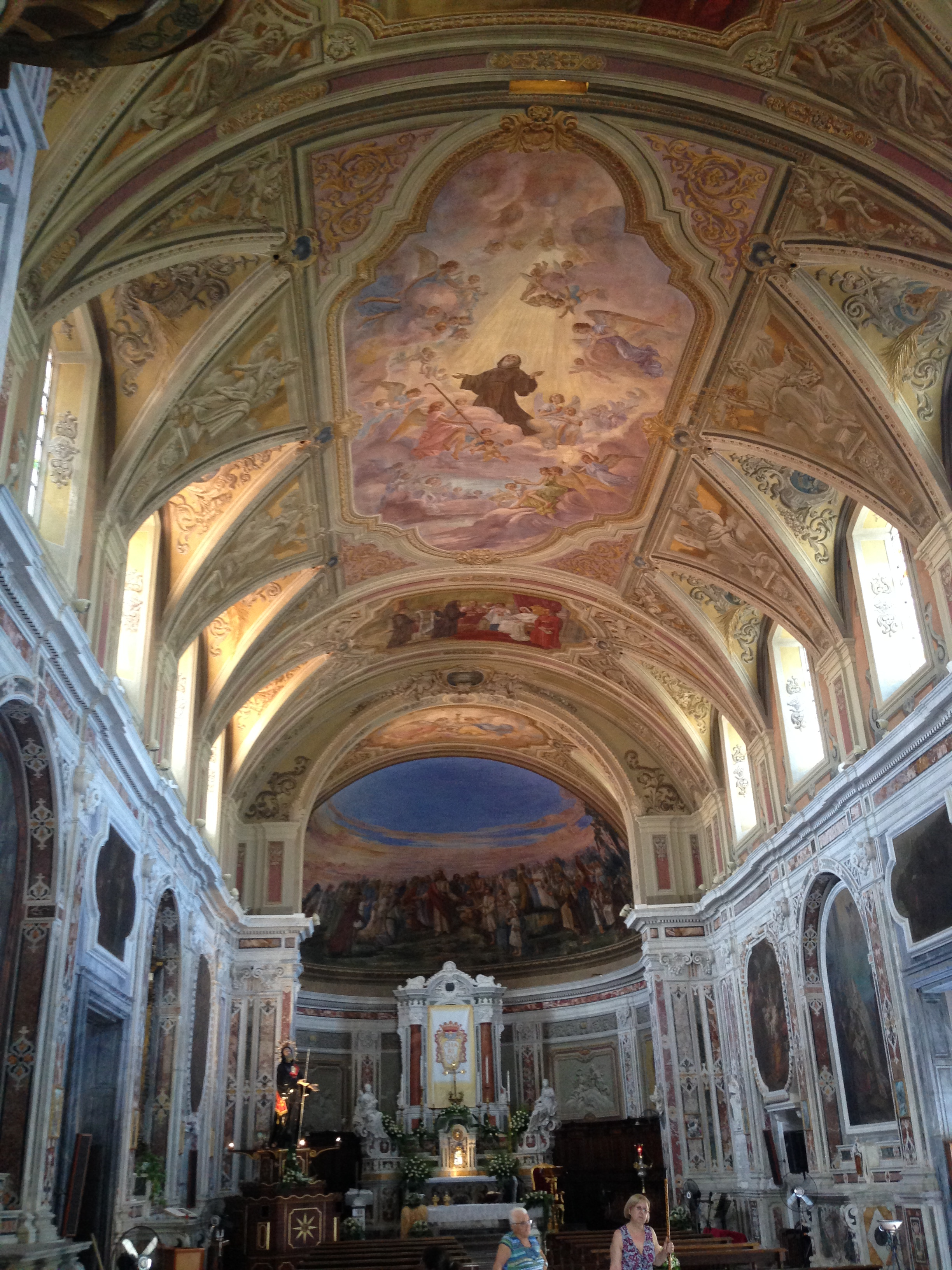
Interno.

Il luogo di culto in seguito agli scontri fra truppe garibaldine e borboniche del 20 luglio 1860 subisce danni e vandalismi, circostanza che ne determina la temporanea chiusura.

### Epoca contemporanea
Il tempio subisce un incendio il 10 maggio 1908 e i danni del terremoto di Messina del 28 dicembre dello stesso anno.

## Il prospetto
- Due grandiose paraste con capitelli corinzi e pinnacoli alle estremità superiori, incorniciano la facciata tribuna a due ordini. Nel primo ordine sono presenti l'ingresso e due finestre ovali dalle ricche cornici in pietra sormontate da stemmi coronati, il portone è delimitato da colonne ioniche con capitelli corinzi che sorreggono la mensola del balcone loggia centrale del secondo ordine riccamente incorniciato, ai lati altrettante finestre balconi con ringhiere in ferro battuto. Sull'architrave del portone è presente un fregio con iscrizione. L'architrave del balcone è sormontato da timpano a riccioli con motivo a foglie d'acanto, al centro è presente un fregio coronato e raccordato con festoni floreali. La conchiglia, simbolo del pellegrinaggio terreno, sovrasta le ghirlande che decorano le finestre laterali. Un articolato cornicione mistilineo con più ordini di modanature delimita il secondo ordine. Chiude una grandiosa stele in conci dai lati curvilinei recante scolpito un tondo con figure antropomorfe dal grandioso effetto raggiera col inciso il motto "CHARITAS". Un timpano triangolare sormonta la stele e volute apicali sorreggono la croce.

### Il prospetto complessivo
A destra un portone consente l'ingresso dalla sede stradale, al primo ordine sono presenti due oculi con timpani curvilinei, al secondo ordine è presente un balcone inframezzato fra oculi ciechi.
A sinistra, di pertinenza propria del monastero, una serie di ingressi (l'ultimo dei quali con un prospetto a tribuna con disposizione simile a quello della chiesa). Al secondo ordine una teoria di cinque balconi. Al terzo ordine una teoria di sette finestre. Il prospetto complessivo, in seguito delle ultime campagne di interventi conservativi si presenta in ottime condizioni di restauro.
Al posto del primitivo ingresso occidentale è presente un'artistica maiolica colorata raffigurante il Santo.

## L'altare maggiore
- L'altare maggiore dedicato al Santo è un ricco esempio di marmi policromi opera di Giacomo Amato e Gianfranco Arena del XVIII secolo, alla base è presente un pregevole paliotto intarsiato, agli estremi del piano dell'elevazione sono allocate due bellissime statue, le allegorie della Fede  a destra, della Speranza con bambino a sinistra. L'altare è commissionato dal barone Paolo Lucifero nel 1751, presenta agli estremi lo stemma gentilizio del casato Lucifero.

La nicchia dell'elevazione che custodisce l'effigie di San Francesco è opera di Gaetano Recupero, realizzata nel 1916 occupa l'alloggiamento del primitivo dipinto del Santo andato distrutto nell'incendio del 10 maggio 1908. Al centro del complesso monumentale, due colonne con capitelli corinzi sorreggono una trabeazione a tre livelli prospettici e simmetrici, sormontati da arco con volute e testa alata d'angelo centrale, dal carattere movimentato. Il tutto custodisce il simulacro del Santo, statua in legno policromo attribuita a Filippo Quattrocchi del XVIII secolo.

## Presbiterio

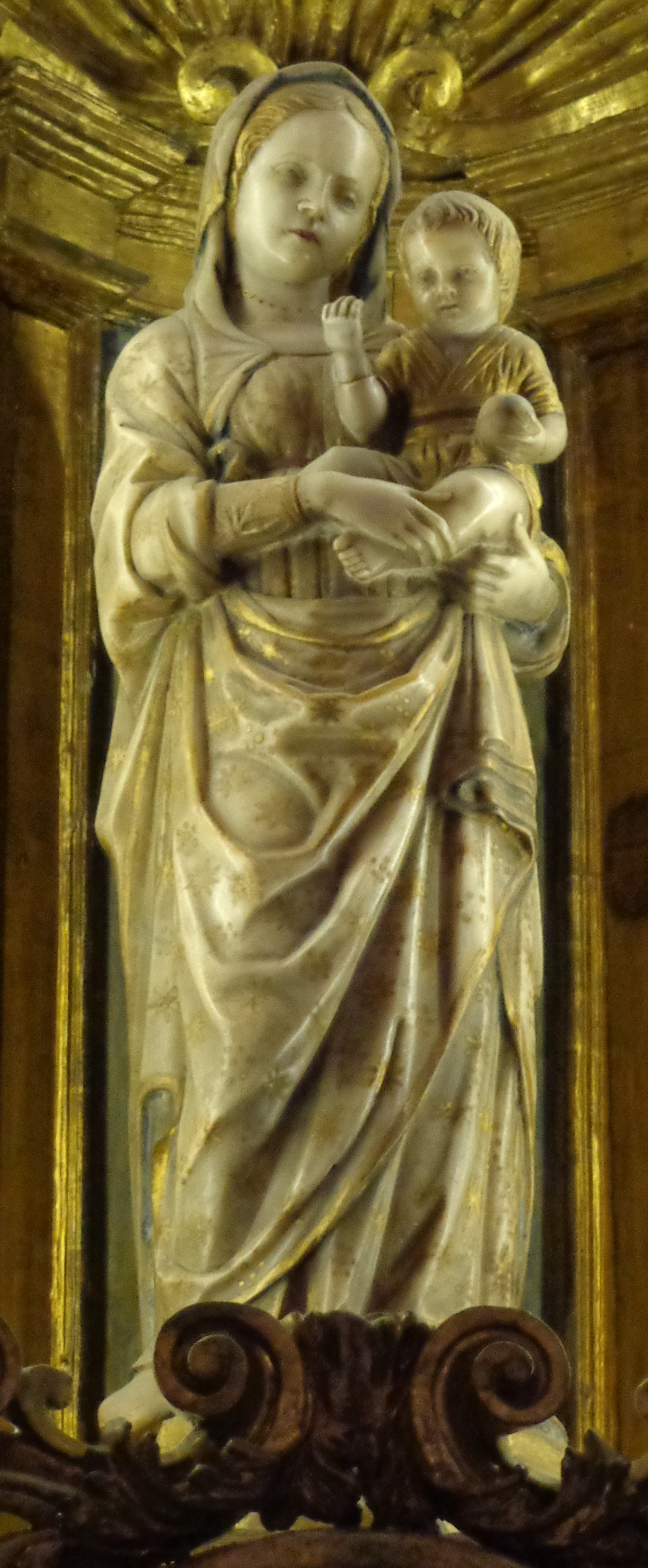
Madonna con Bambino, Altare di Gesù e Maria.

- Nella calotta absidale è riprodotto l'affresco d'epoca contemporanea riproducente una scena del miracolo della  Moltiplicazione dei pani e dei pesci opera di Vincenzo Severino realizzata nel 1914.
- Nel tondo a destra è raffigurato il beato Nicola Saggio da Longobardi, olio su tela del XVIII secolo.
- Nel tondo a sinistra è raffigurato il beato Gaspare de Bono, olio su tela del XVIII secolo.

Lungo le pareti del presbiterio è presente un coro in noce composto da quattordici stalli realizzato nel biennio 1759 - 1760.

## Navata
L'interno a navata unica presenta gli altari minori addossati alle pareti laterali. Gran parte degli affreschi e dei dipinti originali custoditi sono andati distrutti in seguito all'incendio del 10 maggio 1908 e al terremoto di Messina del 28 dicembre dello stesso anno, pochissime le opere superstiti. Esempio l'immagine impressa sulla porta di casa di Candida divenuta la tavola venerata sull'altare maggiore del Santuario e andata perduta nell'incendio del 1908. Tuttavia il ciclo pittorico delle volte e delle pareti è stato ripristinato nel secondo decennio del secolo scorso (1914 - 1915) per opera di Raffaele e Vincenzo Severino.
- "Angeli con Santissimo Sacramento", affresco realizzato tra l'arco trionfale e la calotta absidale, opera di Vincenzo Severino del 1914.

I primitivi affreschi della volta di Scipione Manni sono stati sostituiti con: 
- La parte centrale della volta è affrescata con la "Gloria di San Francesco di Paola" di Raffaele e Vincenzo Severino 1910 - 1914. Lungo l'asse principale sono riprodotte due scene minori: 
  - "Incontro fra San Francesco di Paola e Ferrante d'Aragona" di Raffaele Severino del 1914 raffigurante l'episodio della moneta donata dal monarca che, spezzata gronda sangue. Nei pennacchi in corrispondenza delle vele delle volte a crociera dei finestroni laterali, figure allegoriche reggono dei cartigli;
  - "Incontro fra San Francesco di Paola e Papa Sisto IV nel 1483" di Vincenzo Severino del 1914 raffigurante l'approvazione papale della Regola. Nei pennacchi in corrispondenza delle vele delle volte a crociera dei finestroni laterali, altrettante figure allegoriche reggono dei cartigli. Nell'ordine le diciture: "ET PRINCIPES MIRABANTUR EUM", "ADMIRABILIS FUIT IN COSPECTU REGUM", "ET IN VERBIS SUIS MONSTRA PLACAVIT", "GLORIFICAVIT ILLUM DOMINUS IN COSPECTO REGUM". Accanto all'oculo è presente il fregio affresco con l'iscrizione dell'autore "Raffaele Severino decorò 1914".
- 1914, Le vetrate artistiche sono realizzate da Salvatore Gregorietti.

Incastonata nella controfacciata l'imponente cantoria con gelosia, realizzata nel 1760, delinea l'ambiente del vestibolo. Il soffitto del vestibolo presenta un articolato affresco riproducente il motto "Charitas" attorniato nei quattro angoli da riproduzioni di scorci di città marinara. Nella lunetta arricchita da oculo in corrispondenza della cantoria sono affrescati: il miracolo dell'Attraversamento dello Stretto di Messina e la Consegna allegorica della Regola.
Numerose le epigrafi e lapidi marmoree presenti alle pareti riccamente ornate di stucchi e intarsi marmorei. Importanti i monumenti sepolcrali alle pareti, nel pavimento e presenti nella cripta, presso un altare in stucco ove sono riposte le spoglie di Padre Francesco Cerdonis 1518 e di Angela Leonte 1559, vergine terziaria morta in fama di santità.

## Parete navata destra
- Vestibolo: "Cappella del Santissimo Crocifisso", alla base di un antico Crocifisso e del simulacro della Madonna Addolorata, in una teca di cristallo è ricomposto il corpo di Santa Candida martire, i cui resti sono stati riesumati dalla Catacomba di santa Ciriaca il 19 giugno 1784, l'ambiente quindi non ospita l'urna della Beata Candida Leonte,[3] vergine milazzese, discepola del taumaturgo da Paola, terziaria minima, la cui sepoltura è disposta altrove.[5][6]
- Prima campata: dipinto olio su tela.
- Seconda campata: "Altare delle Vergini martiri", costituisce pala d'altare il dipinto olio su tela di Vincenzo Severino del 1914 "Vergini martiri" raffigurante Santa Lucia, Sant'Agata e Santa Apollonia.
- Terza campata: Ingresso a settentrione. Dipinto a olio sull'architrave.
- Quarta campata: "Altare del Sacro Cuore", sulla mensa è presente la statua del Sacro Cuore di Gesù in cartapesta leccese d'autore ignoto, costituisce pala d'altare il dipinto di "Miracolo di San Biagio vescovo" raffigurante la provvidenziale guarigione di un bimbo cui si era conficcata una lisca in gola, olio su tela di Giuseppe Tomba del 1924.
- Quinta campata: dipinto raffigurante "San Francesco di Paola e la guarigione del bambino dal volto deforme", dipinto olio su tela di Letterio Paladino del XVIII secolo.

## Parete navata sinistra
- Vestibolo: "Ingresso Sacrestia", Sacrestia.
- Prima campata: dipinto olio su tela raffigurante il "Miracolo della guarigione del fulminato", opera in restauro, sulla mensa il simulacro di Santo. Sebbene il dipinto sia una delle opere più sofferenti, la firma e la data del 1723 ha permesso la datazione del restante ciclo.
- Seconda campata: "Altare di San Francesco Saverio". Sulla mensa la pala d'altare, dipinto olio su tela, raffigurante la "Madonna con Bambino fra Santi" tra San Francesco Saverio, Sant'Onofrio e San Giovanni Nepomuceno, d'autore ignoto della seconda metà del XVI secolo, tela proveniente dalla Cappella Proto della chiesa di San Francesco Saverio in via Giacomo Medici, qui trasferita dopo i danni riportati dall'edificio per effetto del terremoto del 1908.
- Terza campata: ingresso sacrestia laterale. Affresco d'angelo con tromba e motto "CHARITAS", affresco di Scipione Manni del XVIII secolo.[4] Dipinto olio su tela sull'architrave raffigurante "Liberazione di un innocente", opera di Letterio Paladino del XVIII secolo.
- Quarta campata: "Altare di Gesù e Maria". Della chiesa originaria resta un altare dedicato a Gesù e Maria conosciuto come altari a specchi: la volta ad arco incassata nella parete con lesene paraste che incorniciano una nicchia centrale, è ricoperta da specchi, a loro volta riccamente decorati con festoni e intrecci floreali di legno dorato in stile rococò. All'interno della nicchia è presente una pregevolissima statua di alabastro raffigurante una "Madonna con Bambino" commissionata a Domenico Gagini, recante sullo scanello lo stemma del ramo siciliano della potente famiglia dei Ventimiglia. Il maestro ticinese è capostipite del movimento artistico definito Rinascimento siciliano, molto attivo assieme al figlio Antonello, i nipoti e la scuola gaginiana in tutto il comprensorio con opere scultoree e manufatti marmorei di alta fattura stilistica. Sul tabernacolo il dipinto "San Giuseppe col Bambino", olio su tela d'autore ignoto del XVIII secolo.
- Quinta campata: dipinto olio su tela raffigurante l'"Ingresso solenne di San Francesco di Paola a Milazzo", opera di Letterio Paladino del XVIII secolo.

## Opere sparse

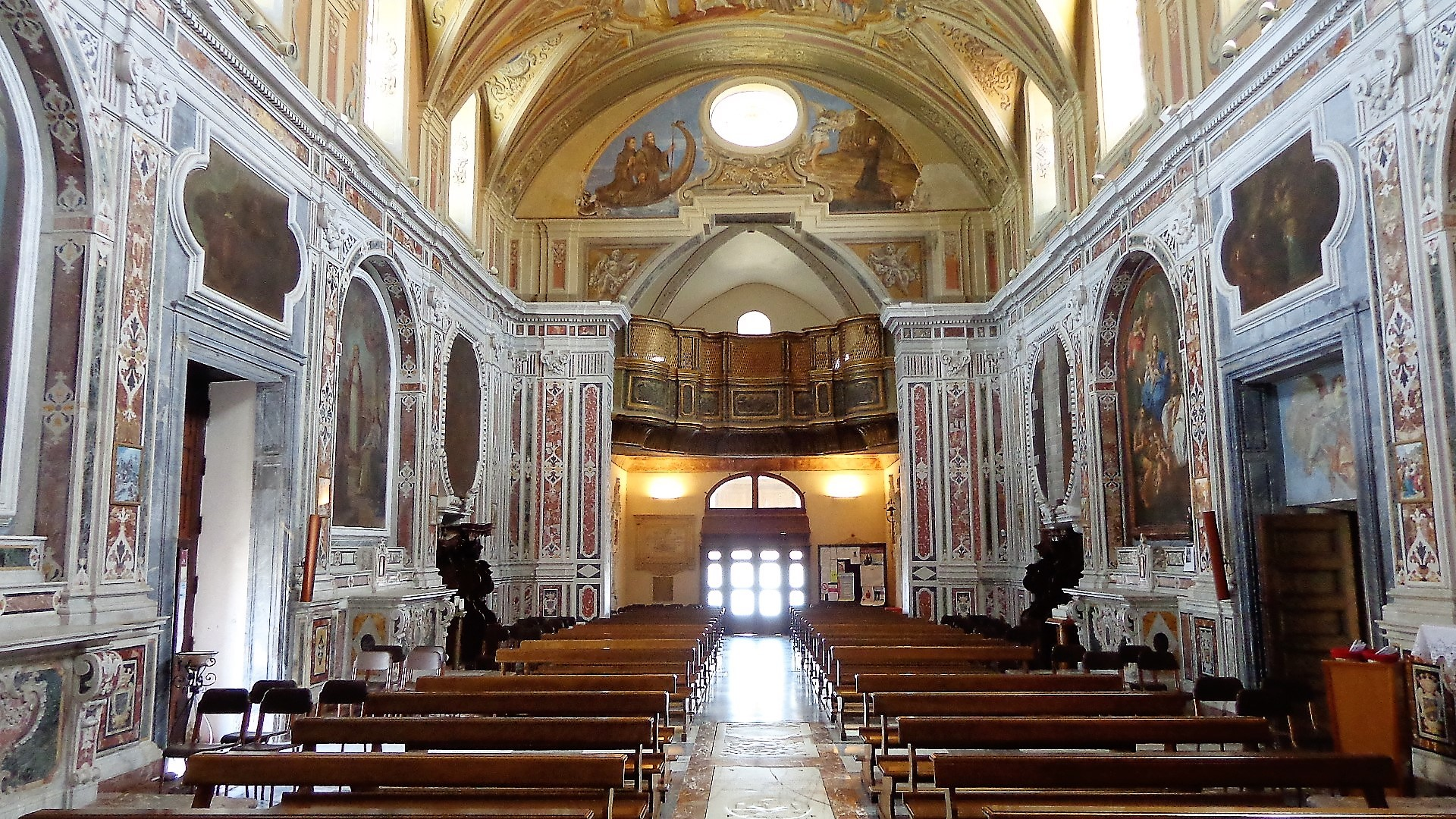
Navata e cantoria.

Diversi miracoli ispirano alcuni dipinti sottoposti ad interventi di restauro:
- XVIII secolo, Miracolo di San Biagio, dipinto su tela, opera raffigurante lo scampato soffocamento causato da una lisca di pesce. È raffigurato San Biagio quale protettore dai malanni di gola, nella fattispecie rievoca il colle San Biagio, l'antica chiesa ed il primitivo titolare.
- XVIII secolo, Il dono dell'acqua curativa, dipinto su tela.
- XVIII secolo, L'invio delle vacche, dipinto su tela.
- XVIII secolo, Liberazione dell'innocente ingiustamente incarcerato, dipinto su tela.

Altri miracoli ispirano scene d'affreschi diversamente collocati, fra gli eventi più importanti si ricordano: 
- Miracolo della resurrezione dell'impiccato dopo tre giorni,
- Miracolo del ritorno in vita del fido agnellino Martinello mangiato per dispetto dai muratori,
- Miracolo dell'attraversamento dello Stretto di Messina,[3]
- Miracolo dell'edificio senza fondamenta,[3]
- Miracolo delle pietre,[3]
- Miracolo del pozzo e dell'acqua salsa miracolosa,[3]
- Miracolo dell'allungamento della trave,[3]
- Miracolo del taglio dell'albero di gelso,
- Miracolo postumo del proiettile a Milazzo, della stessa natura il miracolo postumo della bomba inesplosa a Paola.

## Iscrizioni
Iscrizioni commemorative e personaggi sepolti:
| - 1782, Filippo Staiti Omodei. - 1815, Marco Aurelio Lisi e Anna Mostaccio. - ?, Giuseppe Lavecchia. - 1769, Guglielmo e Rosa D'Amico. - 1745, Francesca Constantini D'Amico. - 1717, Francesco La Rosa. - 1723, Wolfgang Alexius Fellner von Feldegg. - 1750, Carlo de Cusack Marchioni. - 1808, Geronimo Bonaccorsi. | - 1810 (?), Giovanni Amalfi. - 1775, Domenico Passalacqua. - 1794, Gioacchino Bonaccorsi. - 1727, Francesco Baele. - 1807, Giovanni Federico Lucifero. - 1719, Antonio L. B. von Wallis auf Carrighmain Leskov. - 1752, Francesco Lucifero. - 1727, Francesco Lucifero. |

## Convento

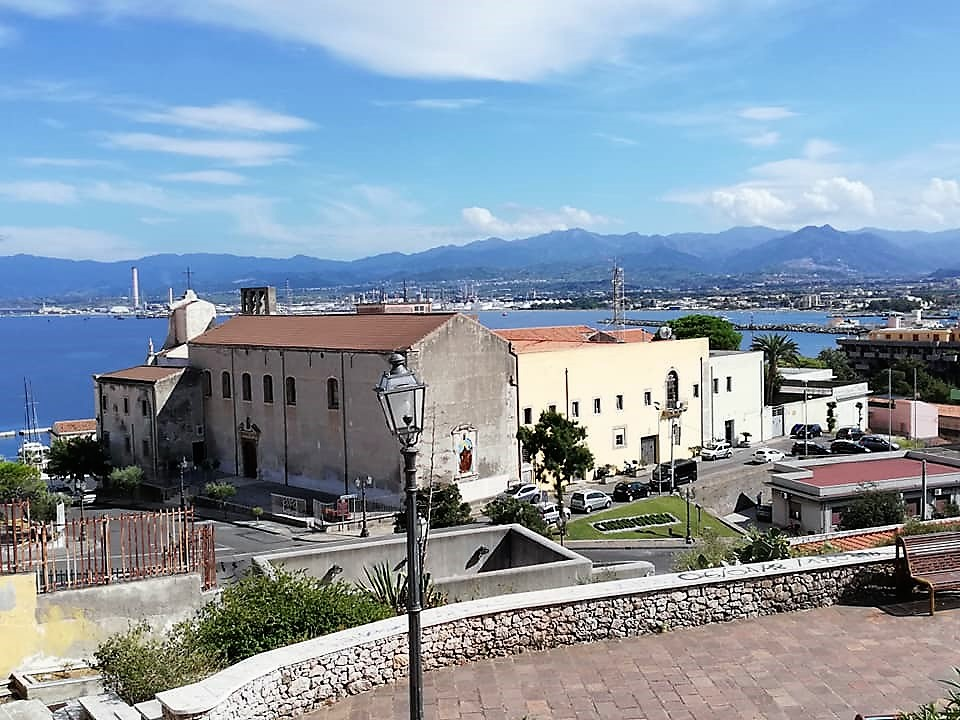
Aggregato dell'Ordine dei minimi.

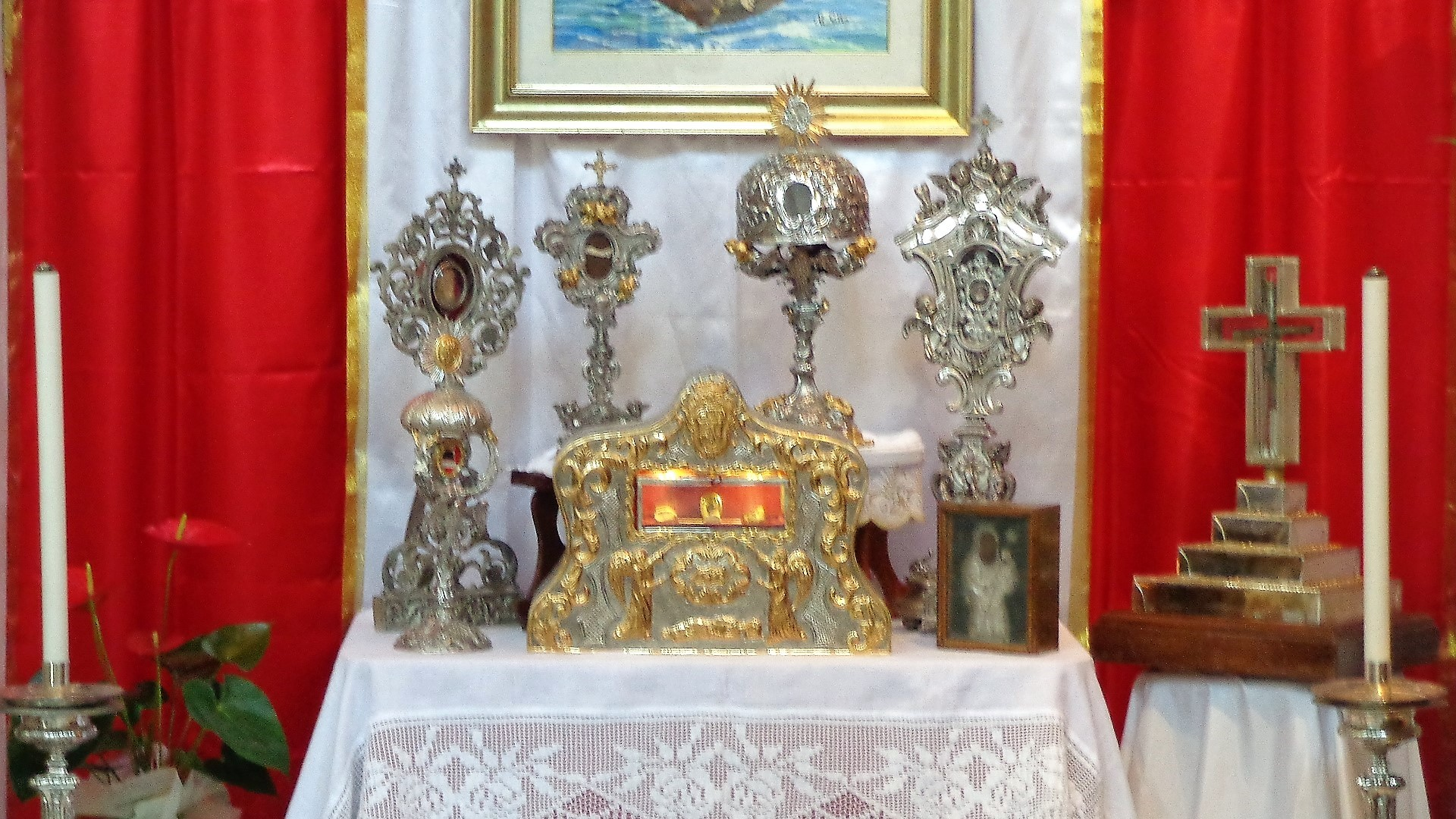
Reliquiari.

Nel 1650 il convento comprendeva ventotto camere, un appartamento per gli ospiti di rango, una foresteria, un'infermeria e un noviziato ed era abitato da diciassette religiosi.
Le strutture ospitarono eminenti personaggi tra cui il viceré di Sicilia e luogotenente Ettore Pignatelli conte e duca di Monteleone sotto il regno dell'imperatore Carlo V di Sicilia durante il lungo incarico svolto dal 1517 al 1535, il principe Emanuele Filiberto di Savoia (1622) viceré al tempo di Filippo III di Sicilia, nel 1677 il luogotenente provvisorio cardinale Luis Manuel Fernandez Portocarrero, arcivescovo di Toledo al tempo di Carlo III di Sicilia.
Conferirono ulteriore prestigio all'istituzione dal 1620 al 1855, il rinomato collegio di studi, le sedi di Il noviziato e chiericato della provincia monastica.
Il convento fu oggetto di bombardamenti nel corso della battaglia di Milazzo del 15 ottobre 1718 e demolizioni parziali per successive rappresaglie alemanne.
In seguito all'emanazione delle leggi eversive del 1866 le strutture furono requisite per consentire lo stanziamento di truppe regie, i fabbricati subirono alterazioni con la riduzione dello spazio ad uso della comunità.
Lavori di restauro e di consolidamento effettuati negli anni trenta del XX secolo hanno portato alla luce, in una delle stanze a piano terra, frammenti di mosaico, testimonianza dell'esistenza d'importante edificio pubblico o di una villa patrizia di un certo pregio attestata al periodo imperiale romano età degli Antonini (138 - 192), studi recenti ne retrodatano la collocazione in età ellenistica II - III secolo a.C.